# 시노자키역
시노자키역(일본어: 篠崎駅, しのざきえき)은 일본 도쿄도 에도가와구에 있는 철도역이다. 도쿄 도의 최동단의 역이다.

## 타는 곳
섬식 승강장 1면 2선의 지하역이다.
| 1 | ○ 도영 지하철 신주쿠 선 | 진보초·신주쿠·사사즈카·하시모토 방면 |
| 2 | ○ 도영 지하철 신주쿠 선 | 모토야와타 방면                      |

## 이용 현황
- 2008년도의 1일 평균 승차 인원수 32, 343명.
- 2007년도의 1일 평균 승차 인원수 31, 302명.

## 역세권 정보
- 국도 14호선
- 에도강
- 시노자키 녹지
- 도립 시노자키 공원

## 역사
- 1986년 9월 14일: 영업 개시.

## 인접역
| 도쿄 도 교통국 신주쿠 선 | 도쿄 도 교통국 신주쿠 선          | 도쿄 도 교통국 신주쿠 선        |
| ------------------------ | --------------------------------- | ------------------------------- |
| S 19 미즈에 신주쿠 방면  | 신주쿠 선 통근쾌속 쾌속 각역 정차 | 모토야와타 S 21 모토야와타 방면 |